# Rattanpálmaformák
A rattanpálmaformák (Calamoideae) a pálmafélék (Arecaceae) családjának egy alcsaládja.

## Rendszerezésük
Az alcsalád nemzetségeit 3 nemzetségcsoportba sorolják:
- Calameae
  - rattanpálma – (Calamus)
  - Ceratolobus
  - Daemonorops
  - Eleiodoxa
  - Korthalsia
  - szágópálma – (Metroxylon)
  - Myrialepis
  - Pigafetta
  - Plectocomia
  - Plectocomiopsis
  - Pogonotium
  - Retispatha
  - szalakkapálma – (Salacca)
- Eugeissoneae
  - Eugeissona
- Lepidocaryeae
  - Eremospatha
  - Laccosperma
  - Lepidocaryum
  - Mauritia
  - Mauritiella
  - Oncocalamus
  - rafiapálma – (Raphia)